# سیارک ۵۵۹۳
سیارک ۵۵۹۳ (به انگلیسی: 5593 Jonsujatha، نامگذاری:1991JN1) پنج هزار و پانصد و نود و سومین سیارک کشف شده‌است که در ۹ مه ۱۹۹۱ کشف شد.
قدر مطلق سیارک برابر ۱۳٫۹۰ است.